# Хюдавендигар (вилайет)
Вилайет Хюдавендигар или Вилайет Бурса (осман. ولايت خداوندگار‎) — вилайет Османской империи, что располагался на западе Малой Азии. Образованный в 1867 году вместо эялета Хюдавендигар с площадью 67,980 км2. Прекратил существование со свержением монархии и ликвидацией Османской империи.

## История
В 1867 году в рамках реформ Танзимата из эялета Хюдавендигар был создан вилайет с таким же названием. Административный центр остался прежним — Бурса. После неудачных Балканских войн 1912—1913 годов с Балкан было переселено мусульманское население Малой Азии. Значительная часть их оказалась в Хюдавендигарском вилайете, прежде всего в нагорье.
В ходе Первой мировой войны Хюдавендигар превратился в важную базу для поставки продовольствия и материалов для фронта. По железной дороге через станции этой провинции передвигались войска. После поражения Османской империи и капитуляции султанского правительства вилайет сохранил верность султану, не подчинялся правительству во главе с Мустафой Кемалем, которое располагалось в Анкаре.
В это время началась Греко-турецкая война (1919—1922). Учитывая невозможность взять под полный контроль вилайет, в 1920 году турецкий лидер Мустафа Кемаль приказал в городах устроить резню греческого и армянского населения, также перебить многих сторонников султанского правительства, черкесов, лазов, левантийцев. Для их защиты греки вошли в Хюдавендигар, нанеся в 1921 году в битве при Афьонкарахисаре-Эскишехире поражение войскам Турецкой республики, которые отступили в вилайет Анкара. Перед этим значительная часть христианского населения была депортирована в центр и на восток Малой Азии.
В дальнейшем победы над греческими войсками в 1921—1922 годах позволили туркам вернуть под свою власть весь вилайет Хюдавендигар, что было признано Лозаннскому мирному договору 1923 года. Остатки греческого населения были переселены в Грецию. В 1922 году вилайет Хюдавендигар был преобразован в провинции Бурса, Афьонкарахисар, Балыкесир, Биледжик, Кютахья, Сакарья и Ялова.

## Структура
Вилайет Хюдавендигар состоял из 5 санджаков:
- Санджак Бурса имел 7 каз: Бурса, Гемлик, Орхангази, Караджабей, Муданья, Кирмасти, Орханели.
- Санджак Эртогрул — 4 казы: Биледжик, Сёгют, Инегёль, Енишехир
- Санджак Кютахья — 4 казы (до 1915 года): Кютахья, Мармудие, Сейитгази, Эскишехир; 5 каз (1915—1922 годы): Кютахья, Эскишехир, Ушак, Симав, Гедиз.
- Санджак Афьонкарахисар — 6 каз: Афьонкарахисар, Сандыклы, Эмирдаг, Болвадин, Динар, Чивриль.
- Санджак Кареси — 9 каз: Балыкесир, Эдремит, Эрдек, Айвалык, Балья, Бандырма, Бурхание, Сындыргы, Гёнен.

## Население
В 1914 году население провинции составило 1 555 503 человек, исповедовавшие ислам, 184 424 — православных, 87 088 — верующих армянской апостольской церкви, 2343 — армянских католиков, 5223 — иудеев, 10 056 — представителей других конфессий. В целом перед Первой мировой войной по сведениям османского правительства в вилайете проживало 1 844 637 человек.
Христиане жили преимущественно в северных и западных санджаках вилайета. В результате резни греческого и армянского населения во время Первой мировой войны, а затем депортации после окончания Греко-турецкой войны практически не осталось немусульманского населения в пределах бывшего вилайета.

## Экономика
Накануне Первой мировой войны вилайет Хюдавендигар был одной из более развитых и экономически мощных провинций Османской империи, чему способствовали выгодное расположение, наличие выхода к Мраморному морю, замечательный климат. Товары и продукты из вилайета отправлялись в Европу, а также поставлялись на внутренний рынок. Развитию способствовало построение железной дороги в 1892 году, соединившая города на востоке Малой Азии с Бурсой и Стамбулом.
Основными отраслями были земледелие, животноводство, добыча полезных рудников. В значительном количестве выращивали пшеницу (6 сортов), ячмень, кукурузу, бобовые, оливки, рис, опиум, табак, фрукты (считались лучшими в империи), особенно в восточных санджаках. Были значительные урожаи ячменя, который экспортировался в Великобританию. Было налажено производство оливкового масла.
Разводились овцы и козы. Вилайет был одним из важных поставщиков хлопка и тканей из нее. Впрочем, большое развитие приобрело изготовление шелка. Сначала этому способствовали специалисты из Франции. В Бурсе, административном центре вилайета, располагались основные мощности шелкового производства.
Активно действовали в провинции фабрики по изготовлению мыла, черепицы, керамики. Разрабатывались значительные залежи бурого угля, хромистого железняка, ртути, мрамора, сукновальных глин, стибия. В начале XX века получила развитие деревообрабатывающая промышленность.